# Route der Technischen Denkmäler in der Woiwodschaft Schlesien

Logo

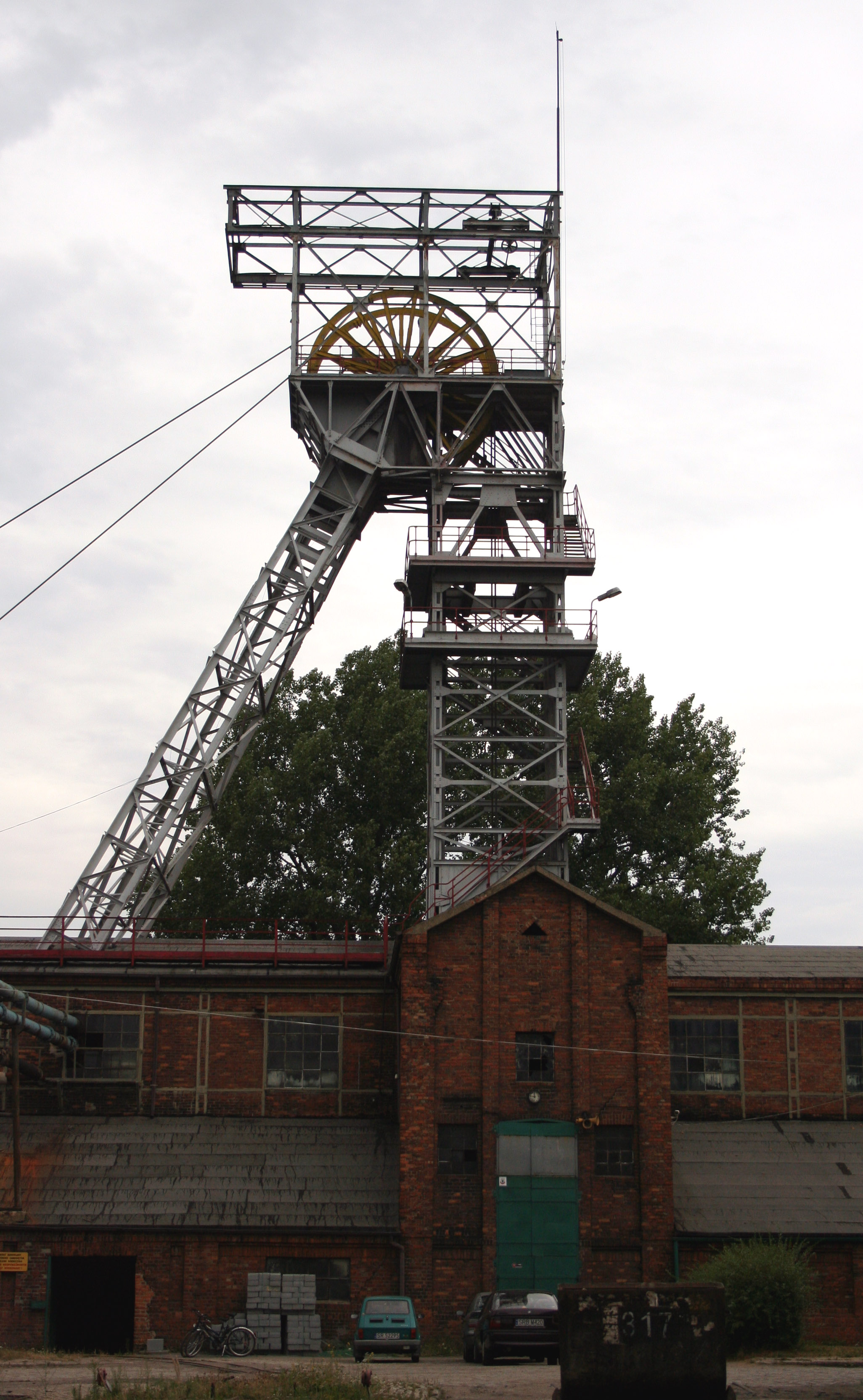
Steinkohlebergwerk Ignacy in Rybnik

Die Straße technischer Kulturdenkmäler in der Woiwodschaft Schlesien (polnisch Szlak Zabytków Techniki Województwa Śląskiego) ist eine durch Wegzeichen und Straßenbeschilderung gekennzeichnete Route für Touristen, die an 31 ausgewählten Sehenswürdigkeiten der Woiwodschaft Schlesien im südwestlichen Polen vorbeiführt.
Es handelt sich hierbei ausschließlich um Einrichtungen, die in den vergangenen Jahrhunderten Zeugen der bedeutenden industriellen Entwicklung dieses Landstrichs waren. Die Route ist Bestandteil der Europäischen Route der Industriekultur (ERIH).
Die Route beginnt in der Stadt Częstochowa (Tschenstochau), führt quer durch das Dombrowaer Kohlenbecken und das Oberschlesische Industriegebiet und endet in der Stadt Żywiec.

## Sehenswürdigkeiten

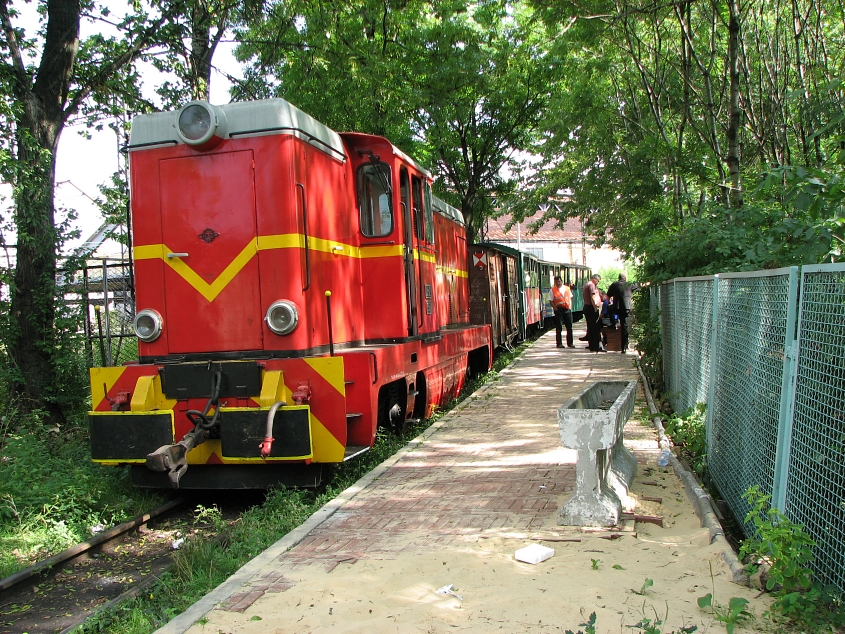
Oberschlesische Schmalspurbahn in Beuthen

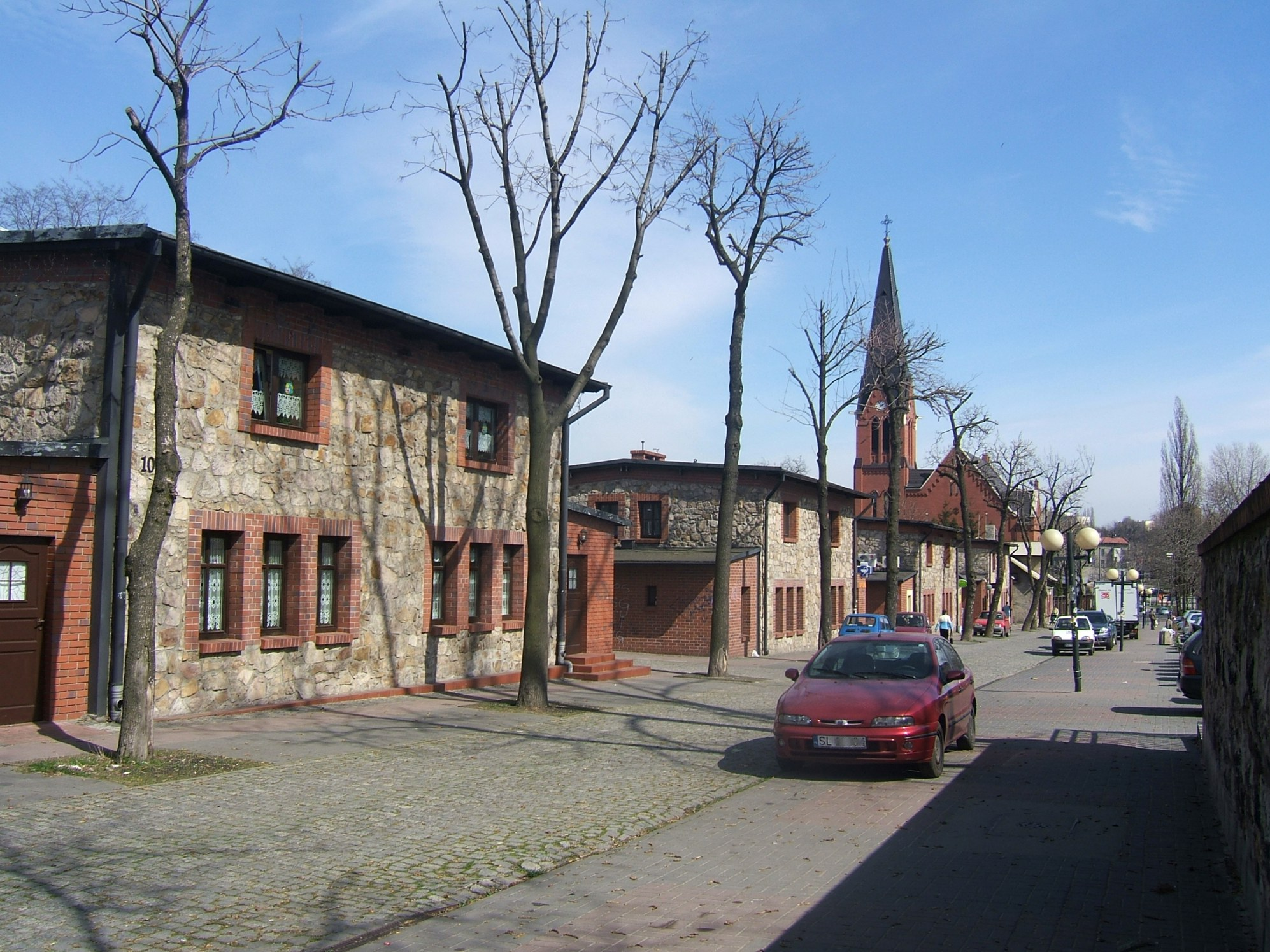
Ficinus-Kolonie in Wirek

1. Museum für Streichholzherstellung in Częstochowa (Tschenstochau)
2. Museum für Bahngeschichte in Częstochowa
3. Historisches Silberbergwerk in Tarnowskie Góry (Tarnowitz) (UNESCO-Welterbe)
4. Schwarze-Forelle-Stollen in Tarnowskie Góry
5. Historische Wasserstation Zawada in Karchowice
6. Brot- und Schulmuseum in Radzionków (Radzionkau)
7. Oberschlesische Schmalspurbahn in Bytom (Beuthen)
8. Bahnhofsgebäude in Sosnowiec
9. Zentrales Feuerwehrmuseum in Mysłowice (Myslowitz)
10. Kunstgalerie Szyb Wilson in Kattowitz
11. Arbeitersiedlung Nikiszowiec (Nikischschacht) in Kattowitz
12. Arbeitersiedlung Giszowiec (Gieschewald) in Kattowitz
13. Porzellanfabrik Porcelana Śląska ehem. Giesche in Kattowitz
14. Bahnhofsgebäude in Ruda Śląska-Chebzie (Morgenroth)
15. Arbeiterwohnkolonie Ficinus in Ruda Śląska-Wirek (Antonienhütte)
16. Kohlenbergbaumuseum in Zabrze (Hindenburg)
17. Bergwerksmuseum Guido in Zabrze
18. Bergbaufreilichtmuseum Królowa Luiza (Königin Luise) in Zabrze
19. Schacht Maciej in Zabrze
20. Sender Gleiwitz in Gliwice (Gleiwitz)
21. Museum für Sanitärtechnik in Gliwice
22. Kunstgießerei Gliwice
23. Historischer Schmalspurbahnhof in Rudy (Groß Rauden)
24. Historisches Steinkohlebergwerk Ignacy, ehem. Hoym in Rybnik-Niewiadom
25. Energietechnikmuseum in Łaziska Górne (Ober Lazisk)
26. Museum für Bierbraukunst in Tychy (Tichau)
27. Museum der Schlesischen Presse in Pszczyna (Pless)
28. Museum für Technik- und Textilindustrie in Bielsko-Biała (Bielitz-Biala)
29. Historisches Bahnhofsgebäude in Bielsko-Biała
30. Jan Jarocki Museum der Stadt Ustroń (Ustron)
31. Brauerei Żywiec in Żywiec (Saybusch)